# Smrt v sedle
Smrt v sedle je český film pro mládež s prvky westernu. Film šel do kin v roce 1958, režíroval jej Jindřich Polák a v hlavní roli jezdce Tomáše Boučka účinkoval Rudolf Jelínek.

## Děj
Film vypráví příběh sedmnáctiletého Tomáše, který je vášnivým čtenářem románů z divokého západu. Ve skutečném životě pracuje v hřebčíně. Jeho kamarádi mu chtějí umožnit prožít westernové dobrodružství na vlastní kůží a zinscenují v hřebčíně přepadení, jejich hry ale využijí skuteční lupiči. Tomáš pak napomůže k odhalení pachatelů.

## Tvůrci
- režie Jindřich Polák
- knižní předloha Jiří Cirkl
- scénář Jiří Cirkl
- kamera Rudolf Milič
- hudba Evžen Illín

## Obsazení
V hlavních rolích:
| Rudolf Jelínek   | Tomáš Bouček                  |
| Eduard Dubský    | Kosina                        |
| Radovan Lukavský | ředitel hřebčína dr. Křepelka |
| Jiří Sovák       | Mikota                        |
| Jana Kasanová    | Věra                          |
| Miloš Vavruška   | Vaníček                       |
| Josef Beyvl      | účetní Jan Šulc               |
| Martin Růžek     | poručík Hejzlar               |
| Miloš Nesvadba   | Ríša                          |
| Ludvík Veselý    | Pilc                          |
| Jan Přeučil      | Franta                        |
| Jan Kaiser       | Pepík                         |
| Jiří Michný      | Jirka                         |
| Harald Štipka    | Bohouš                        |
| Michal Kulič     | Honza                         |
| Ema Skálová      | Mikotová                      |
| Jan Skopeček     | Hála                          |

## Zajímavosti
Scény z hřebčína byly natáčeny v hřebčíně ve Slatiňanech.
Postava Franty v podání Jana Přeučila byla na přání režiséra Jindřicha Poláka předabována, hlas jí propůjčil Stanislav Fišer.